# المطالبات الإنجليزية بالعرش الفرنسي

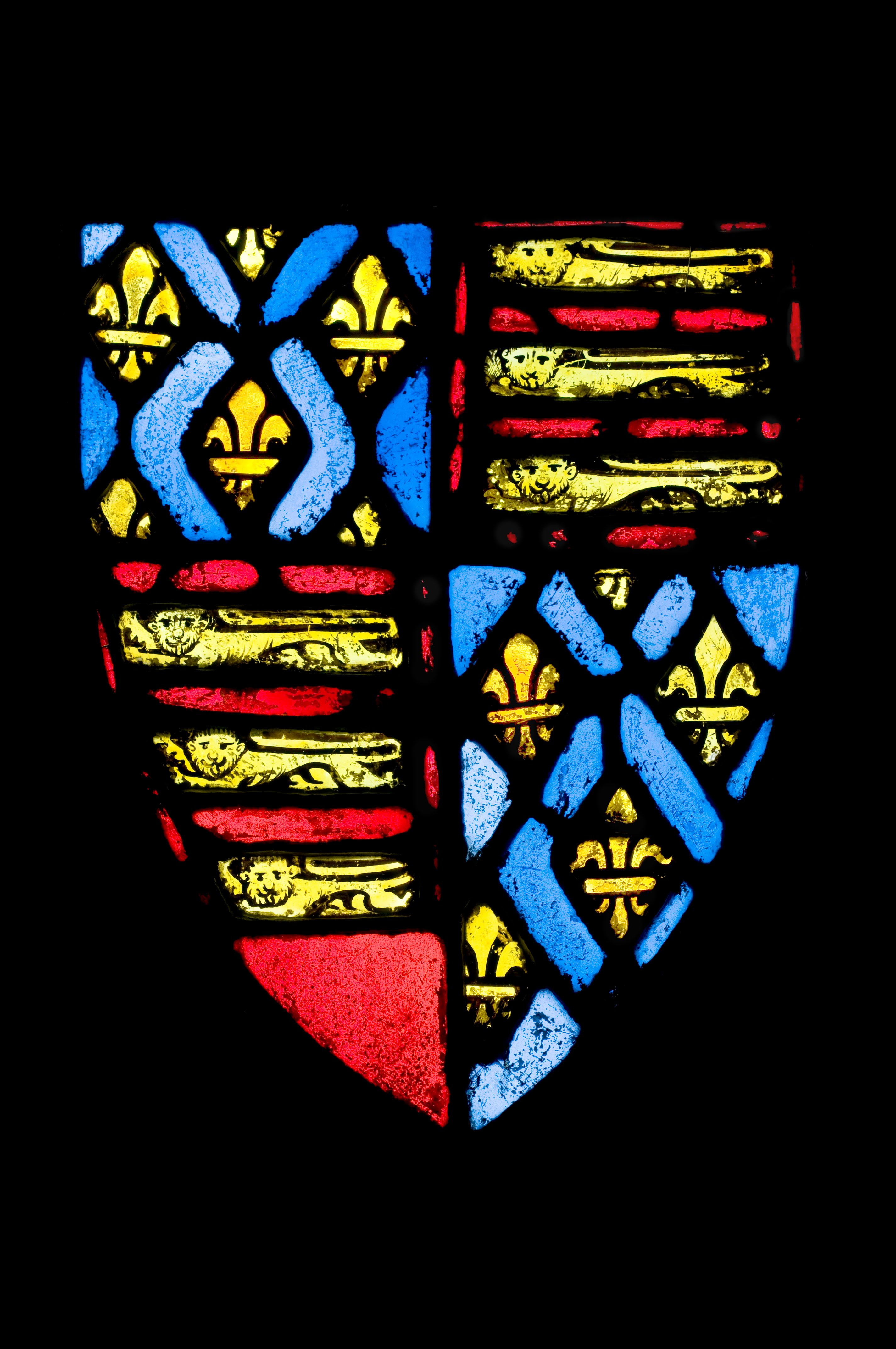
نافذة إنجليزية من الزجاج المعشق، حوالي الفترة 1350-1377. يظهر شعار النبالة لإدوارد الثالث الحاوي على رمز الأسود الثلاثة الإنجليزي متقاطعًا مع رمز زهرة الزنبق الفرنسي.

على مدى الفترة الممتدة منذ أربعينيات القرن الرابع عشر وحتى القرن التاسع عشر باستثناء فترتين وجيزتين في ستينيات القرن الرابع عشر وعشرينيات القرن الخامس عشر، ادّعى ملوك وملكات إنجلترا وأيرلندا (مملكة بريطانيا العظمى لاحقًا) أحقيتهم بالعرش الفرنسي. يعود تاريخ الادعاء إلى إدوارد الثالث الذي طالب بالعرش الفرنسي عام 1340 باعتباره ابن أخت الملك الكابيتي المباشر الأخير، شارل الرابع. قاتل إدوارد وورثته حرب المئة عام لإنفاذ هذا الادعاء، ونجحوا لفترة وجيزة في عشرينيات القرن الخامس عشر تحت حكم هنري الخامس وهنري السادس، ولكن آل فالوا-فرع من فروع سلالة الكابيتيين- انتصروا في نهاية المطاف محتفظين بسلطة فرنسا. على الرغم من ذلك، استمر الملوك الإنجليز والبريطانيين بتسمية أنفسهم ملوك فرنسا بشكل جليٍّ واضح، واستخدموا رمز زهرة الزنبق الفرنسي (بالفرنسية: fleur-de-lis) في شعاراتهم الملكية. استمر هذا الأمر حتى عام 1801 بعدما غدت فرنسا جمهورية دون وجود ملك في الحكم. بيد أن المطالبين اليعاقبة لم يتنازلوا صراحة عن مطالبتهم بالعرش.
صورة: نافذة إنجليزية من الزجاج المعشق، حوالي الفترة 1350-1377. يظهر شعار النبالة لإدوارد الثالث الحاوي على رمز الأسود الثلاثة الإنجليزي متقاطعًا مع رمز زهرة الزنبق الفرنسي.

## نظرة عامة
اتُخذ اللقب من قبل إدوارد الثالث ملك إنجلترا لأول مرة عام 1340، وكانت مملكة إنجلترا تحت حكم أسرة بلانتاجانت الفرنسية آنذاك. طالب إدوارد الثالث بعرش فرنسا بعد وفاة خاله شارل الرابع ملك فرنسا. عند وفاة شارل الرابع عام 1328، كان إدوارد أقرب أقاربه الذكور من خلال والدته إيزابيلا من فرنسا. فمنذ انتخاب أوغو كابيه عام 987 خليفةً لآخر ملوك الكارولنجيين، لويس الخامس، كان التاج الفرنسي يُورّث دومًا استنادًا إلى قرابات خط النسب الذكوري (من الأب إلى الابن حتى عام 1316). لم يسبق أن خلف شخص ما العرش الفرنسي استنادًا لأسلاف أمه، ولم تدعُ الحاجة لذلك من قبل، ولم يحدث نقص في عدد الأبناء منذ أكثر من ثلاثة قرون أي منذ نشوء أسرة كابيه وحتى أوائل القرن الرابع عشر عندما تعين أخيرًا إدخال سوابق جديدة تتعلق بتوريث الإناث. عند وفاة لويس العاشر ابن فيليب الرابع عام 1316 التي أتبعتها مباشرةً وفاة ابنه جان الأول، وجب الاختيار بين ابنته الصغرى خوانا أو شقيقه فيليب الخامس لتحديد الوريث للعرش. أتمَّ فيليب الترتيبات اللازمة لتتويجه، وأصبح فيليب الخامس ملك فرنسا. اعترض عليه أنصار الأميرة خوانا، ابنة لويس العاشر، وطعنوا بأحقيته في العرش. وردًا على ذلك، عقد اجتماعًا للأساقفة والبارونات والبرجوازيين في باريس واعترفوا به ملكًا شرعيًا لهم، وأعلن أن «المرأة لا تخلف عرش فرنسا». قيل في وقت لاحق أنه استند إلى القانون السالي في القرن الخامس، ولكن من المعروف الآن أن القانون السالي لم يتم اكتشافه إلا في وقت لاحق واستخدمه محامو ملوك فالوا لتعزيز لقب أسيادهم بهالة إضافية من المصداقية.
عند وفاة شارل عام 1328، نشب نزاع جديد حول الخلافة. ورغم كون حقيقة عدم أحقية المرأة بتسلم العرش بصفتها الشخصية قد أضحت أمرًا مقبولًا، فإن إدوارد الثالث ابن أخت الملك المتوفى ومن ثم أقرب قريب ذكر بالغ، استند في مطالبته بالعرش إلى النظرية القائلة بأن المرأة بإمكانها نقل حق الإرث إلى ابنها. وقد رفض القضاة الفرنسيون هذا الزعم بموجب مبدأ (لا يمكن لأحد أن يورث حقًا لآخر أكبر مما امتلك هو نفسه) (باللاتينية: Nemo plus juris ad alium transfere potest quam ipse habet)، ومُنح العرش لوريث خط النسب الذكوري فيليب، كونت فالوا، وهو ابن عم من الدرجة الأولى للملك المتوفى. آنذاك، قدم إدوارد ولاءه لفيليب السادس مقابل تسلمه دوقية أقطانية. بيد أن إدوارد رفض بصفته دوق أقطانية أن يقدم الولاء لفيليب عام 1337. جاء رد الملك الفرنسي بمصادرة ما تبقى من الأراضي في أقطانية، أي غشكونية، معجلًا بنشوب حرب المئة عام وإعادة إدوارد مطالبته بالعرش ولقب ملك فرنسا عام 1340.
اتخذ إدوارد قرار اعتماد لقب «ملك فرنسا» بناء على التماس من حلفائه الفلمنكيين الذين وقعوا معاهدة أنهم لن يهاجموا الملك الفرنسي بعد الآن. وقالوا إنه في حال اتخذ إدوارد لقب ملك فرنسا، فإن الفلمنكيين سيتمكنون من الحفاظ على شرفهم إذ أنهم لن يهاجموا «ملك فرنسا الحقيقي» (إدوارد الثالث).
استمر إدوارد باستخدام هذا اللقب حتى معاهدة بريتيني في 8 مايو 1360، عندما تخلى عن مطالبه مقابل أراضي كبيرة في فرنسا. وبعد استئناف القتال بين الإنجليز والفرنسيين في 1369، استأنف إدوارد ادعاءه لقب ملك فرنسا. استخدم خلفاؤه اللقب حتى معاهدة تروا في 21 مايو 1420 التي اعترف بموجبها الإنجليز بشارل السادس ملكًا لفرنسا، إنما مع تعيين زوج ابنته الجديد هنري الخامس ملك إنجلترا وريثًا له (ليُحرم بذلك ابن شارل السادس، الدوفين شارل السابع، من وراثة العرش). اعتمد هنري الخامس لقب وريث فرنسا.
توفي هنري الخامس متبوعًا بوفاة شارل السادس بعد شهرين في عام 1422، وأصبح ابن هنري الخامس الرضيع (حفيد شارل السادس) -هنري السادس ملك إنجلترا- ملكًا لفرنسا. كان الملك الإنجليزي الفعلي الوحيد لفرنسا دون اتباع أسلوب التذرع باللقب. وبحلول عام 1429 ثُوِّج شارل السابع في رانس بدعم من جان دارك، وبدأ دفع الإنجليز إلى خارج شمال فرنسا. في عام 1435، أتاحت نهاية الحرب الأهلية الفرنسية بين البرغنديين والآرمانكيين الفرصة أمام شارل للعودة إلى باريس في العام التالي، وبحلول عام 1453 طُرد الإنجليز من آخر معاقلهم في نورماندي وغويين. كان كاليه الإقليم الفرنسي الوحيد المتبقي للإنجليز واحتفظوا به حتى عام 1558 بالإضافة إلى جزر القنال الإنجليزي.

## أصحاب المطالبة الأصليون

### «ملوك فرنسا» (1369)
- إدوارد الثالث (فترة حكمه، الولاية الأولى 24 يناير 1340 – 8 مايو 1360)

### «ملوك فرنسا» (استئناف اللقب 1369)
- إدوارد الثالث (الولاية الثانية 1369 - 21 يونيو 1377).
- ريتشارد الثاني (فترة حكمه 21 يونيو 1377 - 29 سبتمبر 1399).
- هنري الرابع (فترة حكمه 30 سبتمبر 1399 - 20 مارس 1413).
- هنري الخامس (فترة حكمه 20 مارس 1413 - 21 مايو 1420).

### وريث فرنسابحكم القانون(1420)
- هنري الخامس (فترة حكمه 21 مايو 1420 - 31 أغسطس 1422)
- هنري السادس (فترة حكمه 31 أغسطس - 21 أكتوبر 1422). خلف العرش كملك فرنسا بعد وفاة شارل السادس بموجب معاهدة تروا.

### ملوك فرنسا (1422)
- هنري السادس، ملك إنجلترا (مارس الحكم من إنجلترا، 21 أكتوبر 1422 - 4 مارس 1461؛ 31 أكتوبر 1470 - 11 أبريل 1471) كان ملك فرنسا بحكم القانون (رغم أنه في الواقع ملك شمال فرنسا فقط) وفقًا لمعاهدة تروا، إذ حكم رسميًا باسم هنري الثاني ملك فرنسا (توج في باريس 16 ديسمبر 1431). استمر الإنجليز بالاحتفاظ بأجزاء كبيرة من فرنسا حتى عام 1449، وبعد ذلك استُولي تقريبًا على جميع الأراضي المسيطر عليها من قبل الإنجليز من قبل منافسهم الكابيتي. كان هذا المنافس ملك جنوب فرنسا بحكم الأمر الواقع، شارل السابع، الذي ادعى خلافة والده في عام 1422 رغم أنه لم يتوج حتى استعادة رانس عام 1429. بعد عام 1453، كانت الحيازة الإنجليزية الوحيدة المتبقية في فرنسا هي كاليه. استمر الاعتراف بهنري ملكًا من قبل أنصار أسرة لانكستر، على الرغم من خلعه في إنجلترا من قبل إدوارد الرابع في 4 مارس 1461، وأعيد لفترة وجيزة إلى العرش الإنجليزي في عام 1470.